# Jean-René Cruchet
Jean-René Cruchet (Bordeaux, 21 marzo 1875 – 1959) è stato un medico francese, il cui nome è legato al torcicollo e all'encefalite letargica.

## Biografia
Studiò medicina all'Università di Bordeaux, laureandosi, e abilitandosi alla ricerca e alla professione di medico, nel 1902. Nel 1907 ottenne sia la nomina a primario ospedaliero sia a professeur agrégé, equivalente al libero docente delle università italiane nella stessa epoca. Nel 1920 ottenne la nomina a professore ordinario di patologia generale e terapia nell'Università di Bordeaux e infine, nel 1928, quella di pediatria, sempre a Bordeaux. I suoi principali interessi, nell'attività di ricerca, furono i tic, il torcicollo acquisito, le cinetosi e soprattutto l'encefalite letargica a cui dette il nome assieme all'austriaco Constantin von Economo. Nell'inverno 1915-16 Cruchet fu il primo a identificare i segni acuti dell'encefalite in un'epidemia che si era sviluppata fra i soldati di stanza a Verdun durante la prima guerra mondiale, precedendo di qualche settimana il lavoro di Constantin von Economo.

## Opere principali
- Étude critique sur le tic convulsif et son traitement gymnastique (Studio critico sui tic convulsivi e il suo trattamento riabilitativo), Bordeaux 1901-1902.
- Traité des torticolis spasmodiques (Trattato sui torcicolli da spasmo), Paris, Masson, 1907. Questa monografia, che raccoglie una casistica di ben 357 casi clinici, è diventata un classico.
- Les universités allemandes au XXe siècle (Le università tedesche nel XX secolo), Paris, 1914.
- in collaborazione con R. Moulinier, «Le mal des aviateurs» (Il mal d'aria), Les actualités médicales, Paris, 1919.
- «Méningites chroniques et idiotie» (Meningiti croniche e idiozia). In : Gilbert and Carnot (a cura di), Nouveau traité de médecine.
- in collaborazione con Henri Verger (1873-1930), Les états parkinsoniens et le syndrome bradykinétique, Paris, 1925.
- L'encéphalite épidémique (L'encefalite epidemica), Paris, 1928.

## Eponimie
- Malattia di Cruchet : altro nome del torcicollo spasmodico
- Encefalite di von Economo-Cruchet : altro nome dell'encefalite letargica